# Anakonda (film)
Az Anakonda (eredeti cím: Anaconda) 1997-es amerikai-brazil kaland horror Luis Llosa rendezésében, Jennifer Lopez, Ice Cube, Jon Voight, Eric Stoltz, Jonathan Hyde és Owen Wilson főszereplésével. A középpontjában egy dokumentumfilm stábja áll, akik egy kígyóvadász fogságába kerülnek, a vadász pedig egy óriás anakondát akar elfogni az esőerdőben.
Bár a filmet többnyire negatívan fogadták a kritikusok, magas bevételre tett szert és több folytatás, valamint egy crossover is készült belőle.

## Cselekmény
Egy természetfilmes csapat az Amazonas folyó vidékén dolgozik, a rendezőt Jennifer Lopez, az operatőrt Ice Cube alakítja. Útjuk során összeakadnak Paul Sarone-nal, a kissé őrültnek tűnő hüllővadásszal, akinek feltett és tántoríthatatlan vágya, hogy elfogja a 16 méter hosszú anakondát, ami már legendává vált gyilkos természete miatt. A békés forgatásnak induló expedíció hamar rémálommá válik, mert Sarone arra kényszeríti a stábot, hogy a dzsungel legmélyén segítsenek neki megtalálni a gyilkos óriáskígyót, és ennek érdekében attól sem riad vissza, hogy egyenesen a halál torkába küldje a csapatot.

## Szereplők
| Szerep            | Színész             | Magyar hang            |
| ----------------- | ------------------- | ---------------------- |
| Terri Flores      | Jennifer Lopez      | Bognár Gyöngyvér       |
| Danny Rich        | Ice Cube            | Csuja Imre             |
| Paul Sarone       | Jon Voight          | Barbinek Péter         |
| Dr. Steven Cale   | Eric Stoltz         | Sinkovits-Vitay András |
| Warren Westridge  | Jonathan Hyde       | Fazekas István         |
| Gary Dixon        | Owen Wilson         | Tzafetás Roland        |
| Denise Kalberg    | Kari Wuhrer         | Adorján Éva            |
| Mateo             | Vincent Castellanos | Kálid Artúr            |
| Orvhalász         | Danny Trejo         | Zágoni Zsolt           |
| Anakonda (hangja) | Frank Welker        | eredeti hangon         |

## Gyártás
Terri Flores (eredetileg Porter) szerepére az első választás Gillian Anderson és Julianna Margulies volt, de elmentek az X-akták és a Vészhelyzet üzemeltetési konfliktusai miatt, így Jennifer Lopez kapta Flores szerepét. Paul Sarone szerepére Jean Reno-t szánták eredetileg, de végül a karaktert Jon Voight játszotta a filmben. A forgatást 1996 tavaszán és nyarán tartották.

## Játék
A film támogatásának érdekében a Sony kiadott egy videójátékot, Quake 1 néven, melyben új kígyó ellenség és egy nagy anakondafőnök is szerepel.

## Fogadtatás
Az Anaconda általánosan negatív véleményt kapott megjelenésekor. Néhány kritikus dicsérte a film effektusait, a tájat és az ironikus humort, de sokan bírálták a színészeket, mint "felejthető" és "karton" karaktereket, a pontatlanságokat és az "unalmas" kezdést.
A Rotten Tomatoes-en a film "rotten" ("rothadt") minősítést ért el, 36%-os értékelés és 48 kritika alapján. A Metacritic-on a film 37 pontot szerzett a százból 20 kritika alapján. Leonard Maltin filmkritikus 4-ből 2 csillagra jelölte a filmet, kritizálta a film speciális effektjeit és a forgatókönyvet, de pozitívan értékelte a film helyszínét és Voight teljesítményét.
Roger Ebert 3 és fél csillaggal értékelte a négyből.
A kezdeti negatív kritikák ellenére az Anakonda már kultikus film, gyakran úgy tekintenek rá, hogy olyan rossz, hogy már jó. A film szerepel John Wilson The Official Razzie Movie Guide című könyvében; az egyik a Valaha Készült 100 Legélvezetesebb Rossz Filmből (The 100 Most Enjoyably Bad Movies Ever Made).

### Díjak és jelölések
A filmet hat Arany Málna díjra jelölték 1998-ban, beleértve: a "legrosszabb film", a "legrosszabb színész", "legrosszabb rendező", "legrosszabb forgatókönyv", "legrosszabb új sztár" és "legrosszabb páros" kategóriákban. Két Szaturnusz-díjra is jelölték a "legjobb színésznő" és a "legjobb horrorfilm" kategóriában.
| Díj             | Kategória                         | Jelölt                            | Eredmény |
| --------------- | --------------------------------- | --------------------------------- | -------- |
| Arany Málna díj | Legrosszabb film                  | Verna Harrah                      | Jelölve  |
| Arany Málna díj | Legrosszabb film                  | Carole Little                     | Jelölve  |
| Arany Málna díj | Legrosszabb film                  | Leonard Rabinowitz                | Jelölve  |
| Arany Málna díj | Legrosszabb rendező               | Luis Llosa                        | Jelölve  |
| Arany Málna díj | Legrosszabb forgatókönyv          | Hans Bauer                        | Jelölve  |
| Arany Málna díj | Legrosszabb forgatókönyv          | Jim Cash                          | Jelölve  |
| Arany Málna díj | Legrosszabb forgatókönyv          | Jack Epps Jr.                     | Jelölve  |
| Arany Málna díj | Legrosszabb férfi főszereplő      | Jon Voight                        | Jelölve  |
| Arany Málna díj | Legrosszabb filmes páros          | Jon Voight                        | Jelölve  |
| Arany Málna díj | Legrosszabb filmes páros          | The animatronic anaconda          | Jelölve  |
| Arany Málna díj | Legrosszabb új sztár              | The animatronic anaconda          | Jelölve  |
| Szaturnusz-díj  | Legjobb színésznő                 | Jennifer Lopez                    | Jelölve  |
| Szaturnusz-díj  | Legjobb horror vagy thriller film | Legjobb horror vagy thriller film | Jelölve  |

### Bevétel
A film 16.6 000 000 $ bevétellel nyitott az első hétvégén és az első helyen maradt a következő héten. Az Anakonda 136.8 000 000 dolláros bevételt hozott világszerte a 45 000 000 dolláros költségvetéssel szemben.

## Tévedések a filmben
- A film a téves közhiedelem szerint mutatja be az anakondát zsákmánya elejtése közben, hogy áldozatára rátekeredve összeroppantja a csontjait. Valójában az óriáskígyó nem tör csontot a szorítással, hanem megfojtja az elejtett áldozatot. A levegő kilélegzése során egyre szorosabbra húzza a testét, így szorítva ki a zsákmányból a szuszt. Esetlegesen előfordul, hogy az áldozat a szorítás hatására kiereszti a székletét és a vizeletét.
- A filmben a kígyó több jelenetben is irreálisan gyorsan mozog.

## Magyar változat
A szinkront az InterCom Zrt. megbízásából a Mafilm Audio Kft. készítette.
Magyar szöveg: Soproni Klára
Hangmérnök: Peller Károly
Vágó: Simkóné Varga Erzsébet
Gyártásvezető: Sarodi Tamás
Szinkronrendező: Báthory Orsolya
Bemondó: Korbuly Péter
VHS-forgalmazó: InterCom Zrt.
DVD-forgalmazó: Fórum Home Entertainment Hungary, Warner Home Video